# Роксана
Роксана (авест. Raoxšna, перс. رخشانه — сяюча; дав.-гр. Ῥωξάνη, лат. Roxana, близько 342 — 309 до н. е.) — бактрійська княжна, дружина Александра Македонського.

## Життєпис
Народилася в Бактрії (східна частина Перської імперії, сучасна територія Афганістану) і була дочкою місцевого вельможі Оксіарта (Ваксувадарва), який при наближенні Александра Великого відправив дружин і дітей у неприступну фортецю, іменовану Скелею Согдіани. Проте під натиском македонян фортеця здалася в 327 до н. е., і всі її мешканці, включаючи дружин і дітей Оксіарта, виявилися бранцями Александра. Грецький письменник Арріан так розповідає про долю однієї з полонянок:
«Одну з цих дочок звали Роксана. Вона була дівчиною на виданні, і ті, хто брав участь у поході, повторювали, що вона була найвродливіша з жінок, яких вони бачили в Азії, виключаючи одну тільки дружину Дарія. Александр закохався в неї з першого погляду, але, хоча вона й була полонянкою, відмовився через пристрасний потяг до неї взяти її силою, і опустився до одруження на ній.»
Спираючись на це свідчення, історики оцінюють вік Роксани у 14–16 років. Її точно зобразив на своїй картині Аетіон, який був присутній на весіллі Роксани з Александром Македонським (втім ця картина не збереглася, тому зовнішність Роксани відома лише за описом з цієї картини наступних істориків та мистецтвознавців). Квінт Курцій Руф пише, що Александр помітив Роксану на розкішному бенкеті, куди її привів батько разом з 30 іншими знатними дівчатами для розваги царя. Пошт царя висловлював приховане невдоволення:
«… цар Азії і Європи взяв собі за дружину дівчину, яку привели для розваги на бенкеті, з тим, щоб від неї народився той, хто буде керувати переможцями».
Однак крім палкого захоплення шлюб з Роксаною був продуманим політичним кроком Александра. Плутарх коментує:
| «І його шлюб з Роксаною, красивою і квітучою дівчиною, в яку він одного разу закохався, побачивши її в хороводі на бенкеті, як усім здавалося, цілком відповідав його задумам, бо шлюб цей зблизив Александра з варварами, і вони перейнялися до нього довірою і гаряче полюбили його за те, що він проявив найбільшу стриманість і не захотів незаконно оволодіти навіть тією єдиною жінкою, яка підкорила його.» |

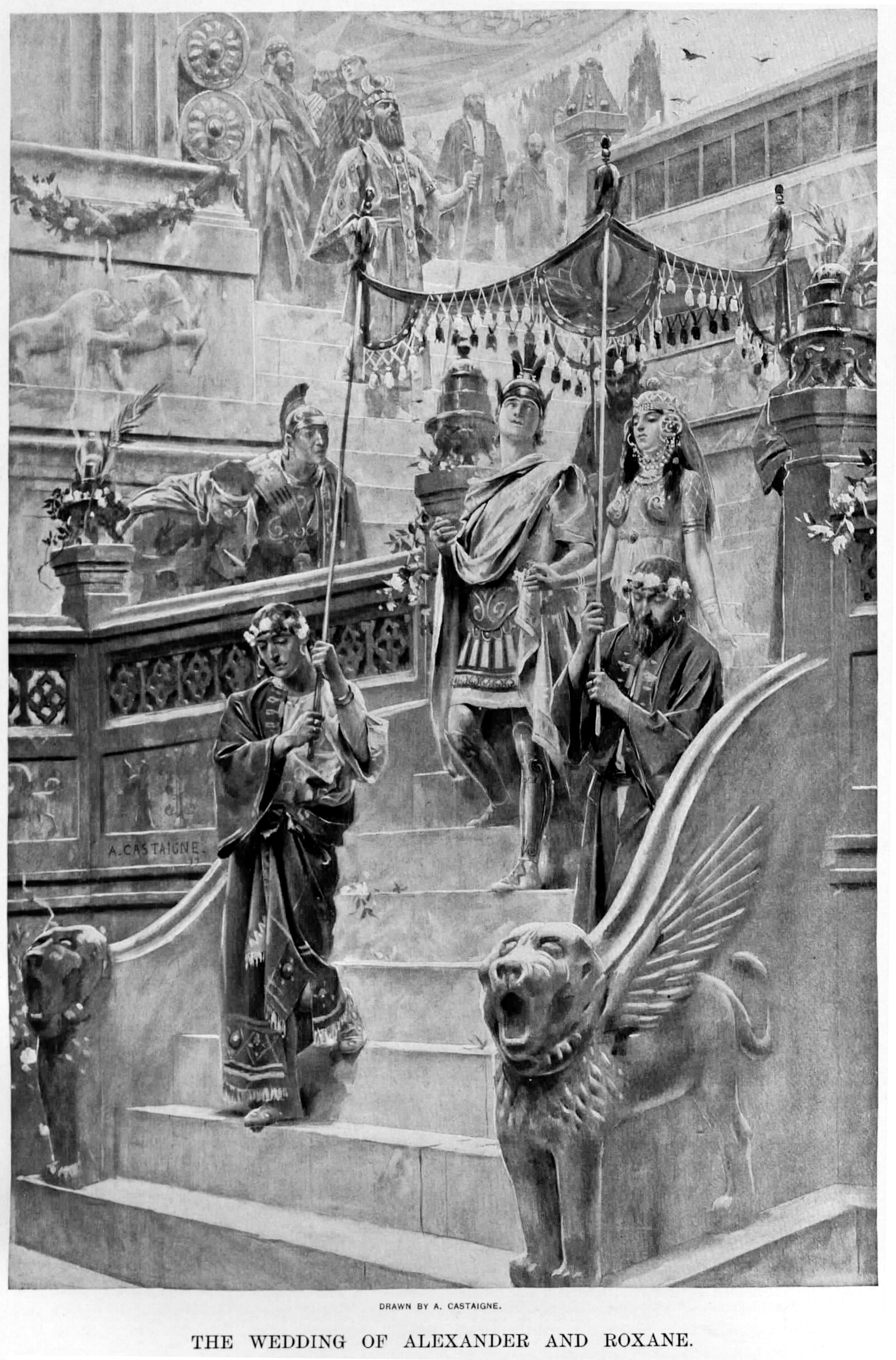
Весілля Александра та Роксани, Андре Кастань (1898-1899)

Роксана супроводжувала Александра в його поході в Індію і під час повернення у Вавилон (326–324 до н. е.). Згідно з пізніми свідченнями, під час індійського походу помер новонароджений син Роксани і Александра. Після повернення з походу романтичні почуття Александра до бактрійської княжни, можливо, ослабли, і він одружився зі Статірою, дочкою перського царя Дарія III, і ще однією персіянкою царської крові.
У 323 до н. е. Александр раптово помер, залишивши Роксану вагітною, а через місяць після його смерті вона народила сина, назвавши його Александром. Залишившись без єдиного захисника, юна бактрійка і немовля Александр опинилися в центрі політичних інтриг імперії, що вже розпадалася. Бактрійська принцеса не відрізнялася лагідною вдачею, зі схвалення регента Пердікки вона вбила Статіру. За словами Плутарха: «До крайності ревнива і пристрасно ненавидячи Статіру, вона за допомогою підробленого листа заманила її та її сестру до себе, обох вбила, кинула трупи у колодязь і засипала землею».
Після загибелі Пердікки Роксана з сином жили в македонському місті Амфіполісі під опікою Антипатра. Після його смерті, мабуть, посварившись з Еврідікою, дружиною номінального македонського царя Філіппа Аррідея, в 318 до н. е. вони перебралися в Епір під заступництво матері Александра Великого, Олімпіади, і разом з нею увійшли в Македонію на чолі війська. Македоняни обожнювали Александра Великого. Побачивши його мати, сина-спадкоємця і дружину, вони вручили їм, а вірніше Олімпіаді, владу над Македонією, якою та не змогла розпорядитися. Менше ніж через рік син Антипатра Кассандр Македонський взяв в облогу Олімпіаду в Підні, при ній у фортеці перебувала і Роксана з сином. У 316 до н. е. Олімпіаду стратив діадох Кассандр, а Роксану з сином замкнули в фортеці Амфіполя, позбавивши царських привілеїв.
Син Роксани підростав і міг незабаром претендувати на престол, користуючись славою батька та підтримкою впливових ворогів Кассандра. За його наказом 14-річний хлопчик, одночасно номінальний македонський цар Александр IV, і його мати Роксана таємно вбиті в 309 до н. е.